# Cenzi von Ficker
Cenzi von Ficker, detta Creszenz (Monaco di Baviera, 1º settembre 1878 – Thalmässing, 26 agosto 1956), è stata una naturalista e alpinista austriaca, negli anni precedenti la prima guerra mondiale, fu una delle alpiniste austriache più note per aver partecipato nel 1903 alla spedizione per la prima ascensione dell'Ushba nel Caucaso, venendo soprannominata la "ragazza dell'Ushba".  All'epoca era considerata la più audace scalatrice di Innsbruck e una delle alpiniste più importanti del suo tempo.

## Biografia
Cenzi von Ficker nacque Tschafeller e fu adottata dopo il 1896 dal padre biologico lo storico Julius von Ficker, che insegnava all'Università di Innsbruck. I suoi tre fratelli minori erano Ludwig, Heinrich e Rudolf von Ficker.
Da giovane, insieme al fratello Heinrich, grazie al quale conobbe numerosi rappresentanti dell'élite alpina dell'epoca, come Anton Schönbichler, Otto Ampferer e Karl Berger, che amavano accompagnare la bella e talentuosa Cenzi in difficili escursioni in montagna nel Karwendel e nel Wetterstein.  All'età di 20 anni diventò membro del Club Alpino Austriaco (ÖAK). Si guadagnò rapidamente la reputazione di scalatrice audace e di buona scalatrice. Nel 1901 effettuò i suoi primi tour nel Vallese, nei pressi di Zermatt, nelle le Dolomiti e sull'Ortles.  Per lei l'alpinismo era un modo per "uscire da tutta la costrizione e andare all'aria aperta".
Cenzi von Ficker divenne nota soprattutto per la sua partecipazione alla spedizione nel Caucaso organizzata da Willi Rickmer Rickmers nel 1903. Insieme a Rickmers, a suo fratello Heinz,  meteorologo, e ad Adolf Schulze, prese parte al primo tentativo di scalata della cima sud dell'Ushba, alta 4.737 metri, che all'epoca era considerata la montagna più difficile del mondo.  Dopo che Schulze era caduto pesantemente mentre sbattendo violentemente testa e ferendo il fratello che era il suo compagno di sicurezza, salvò i due feriti insieme a Rickmers e un portatore e li assicurò nella discesa verso il campo. Al termine della spedizione nel Caucaso, Cenzi von Ficker riuscì a compiere la prima scalata di diverse vette minori, tra cui una montagna fino ad allora senza nome, alta 3.860 metri, che in seguito prese il suo nome e fu chiamata "Tsentsi Tau". Il principe Dadeschkeliani di Svaneti fu molto colpito dal coraggio di Cenzi von Ficker nel salvare i suoi compagni feriti e le diede formalmente l'Ushba come dono.  L'atto di donazione si trova nel Museo alpino di Monaco di Baviera. Dopo il suo ritorno, fu celebrata in Germania e in Austria come un'intrepida alpinista e divenne popolare come la "ragazza di Uschba". Negli anni successivi compì altre escursioni in montagna, per lo più accompagnata dal fratello. Nel 1906 prese parte a una spedizione in Turkestan organizzata da Rickmers, che la portò sui monti del Pamir e sull'enorme ghiacciaio Fedchenko e scalò l'Atschiktas (6.000 m). Durante questa spedizione scalò diverse vette mai scalate prima nella catena montuosa come il monte Pietro I del Pamir.  Nel 1908 Cenzi von Ficker sposò l'avvocato e alpinista viennese Hans Sild. Sild sostituì anche il fratello come partner nelle escursioni in montagna e sugli sci. Insieme a lei viaggiò di nuovo nel Pamir e a Samarcanda nel 1913. Nello stesso anno fu la prima sciatrice a raggiungere il Großvenediger.  Descriveva ripetutamente le sue esperienze in montagna, sia oralmente che per iscritto, e le sue conferenze lasciavano sempre una profonda impressione sui suoi numerosi ascoltatori. La coppia ebbe tre figli negli anni successivi. Nel 1914 suo marito dovette partire per la guerra come ufficiale nei Kaiserjäger, dalla quale tornò a casa gravemente ferito nel 1917.
Negli anni '20 i coniugi Sild, che nel frattempo vivevano a Vienna, continuarono a intraprendere regolarmente escursioni alpine, accompagnati gradualmente dai loro tre figli, che divennero anche loro buoni alpinisti. Nel 1937 l'ÖAK nominò Cenzi Sild come primo membro onorario donna.  Nello stesso anno il figlio maggiore Ulrich Sild (1911–1937), detto "Uli", morì precipitando sulla parete sud-ovest della Stangenwand del gruppo dell'Hochschwab,  pochi mesi dopo morì anche il marito, dopo una lunga malattia. Gli altri due figli, Hans Henning e Meinhart, quest'ultimo fu consigliere personale del gerarca Arthur Seyß-Inquart per il Club Alpino Tedesco dal 1938, furono uccisi nella seconda guerra mondiale.
Dopo la guerra Cenzi von Ficker visse principalmente con amici di famiglia, tra cui a Innsbruck, Norimberga e San Gallo. Morì nel castello di Stauf, vicino a Norimberga,  nel 1956 sei giorni prima del suo 78° compleanno.

## Carriera alpinistica
- 1903 Partecipante alla spedizione nel Caucaso con Willi Rickmer Rickmers
- 1903 Scalata allo Shtavler, 3.976 m, (Caucaso)
- 1903 Scalata al Tschentsi Tau, 3.860 m, (Caucaso)
- 1903 Scalata al Picco sud dell'Ushba, 4.737 m, (Caucaso)
- 1906 Scalata all'Atchik Tash, 6.000 m, (Pamir, Turkestan)
- 1913 Partecipante alla spedizione del Pamir e record di sci femminile nella salita al Grossvenediger, 3.666 m, (Gruppo del Venediger, Alti Tauri)[2]